# Андреанн Морен
Андреанн Морен  (англ. Andréanne Morin; нар. 9 серпня 1981) — канадська веслувальниця, олімпійська медалістка.

## Виступи на Олімпіадах
| Олімпіада   | Дисципліна                     | Місце |
| ----------- | ------------------------------ | ----- |
| Афіни 2004  | вісімка розстібна зі стерновим | 7     |
| Пекін 2008  | вісімка розстібна зі стерновим | 4     |
| Лондон 2012 | вісімка розстібна зі стерновим | 2     |

## Зовнішні посилання
- Досьє на sport.references.com [Архівовано 11 листопада 2012 у Wayback Machine.]

1. ↑  Andreanne Morin